# Bisdom Parma

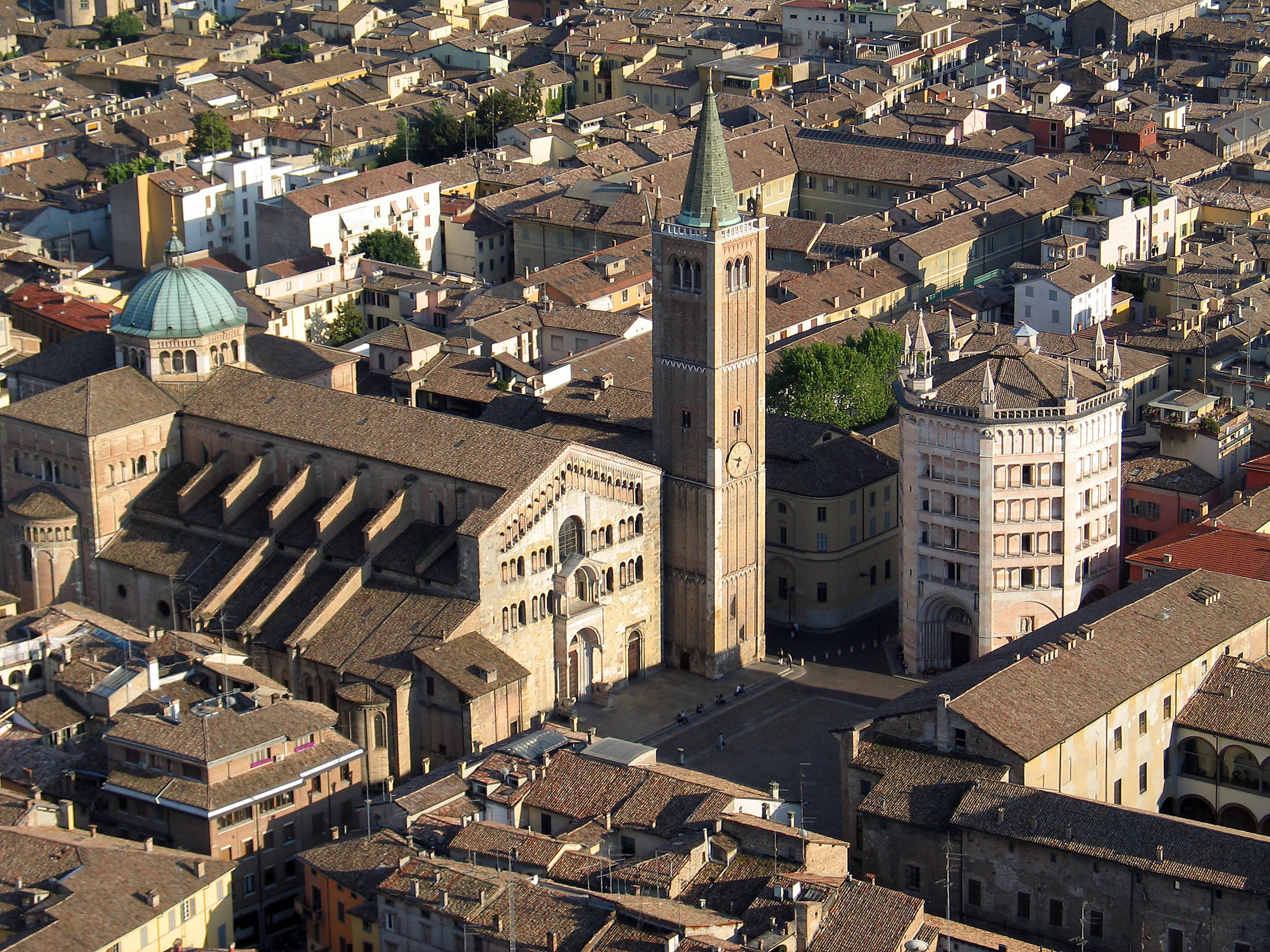
Kathedraal en baptisterium van Parma

Het bisdom Parma (Latijn: Dioecesis Parmensis; Italiaans: Diocesi di Parma) is een in de Italiaanse provincie Parma (regio Emilia-Romagna) gelegen rooms-katholiek bisdom met zetel in de stad Parma. Het bisdom behoort tot de kerkprovincie Modena-Nonantola, en is, samen met de bisdommen Carpi, Fidenza, Piacenza-Bobbio en Reggio Emilia-Guastalla suffragaan aan het aartsbisdom Modena-Nonantola.

## Geschiedenis
Het bisdom Parma werd in de 4e eeuw opgericht en was suffragaan aan het aartsbisdom Milaan. In het midden van de 5e eeuw werd Parma suffragaan aan het aartsbisdom Ravenna. Op 10 augustus 1058 werd de kathedraal van Parma door brand verwoest. Buiten de toenmalige stad werd in 1059 op de plek van een vroegchristelijke basilica begonnen met de bouw van de nieuwe kathedraal. Deze kwam in 1074 gereed en werd in 1106 ingewijd door paus Paschalis II. Op 3 januari 1117 raakte deze kerk door een aardbeving zwaar beschadigd waarna hij weer herbouwd werd.
in 1582 werd het bisdom suffragaan aan het aartsbisdom Bologna en vanaf 1806 aan het aartsbisdom Genua. Van 1818 tot 1976 stond Parma als immediatum onder direct gezag van de Heilige Stoel. Sinds 14 augustus 1892 draagt de bisschop van Parma tevens de titel abt van Fontevivo.
Sinds 1976 is Parma suffragaan aan het aartsbisdom Modena-Nonantola.